# 厦门华厦学院
厦门华厦学院是中华人民共和国的一所全日制本科民办普通高等学校，位于福建省厦门市集美区。
1993年11月，私立厦门华厦大学成立。1997年5月，更名为民办厦门华厦学院。2001年3月，更名为厦门华厦职业学院。2015年4月28日，升格为厦门华厦学院。